# Enicocephalomorpha
Enicocephalomorpha é uma infraordem de insectos heterópteros da ordem Hemiptera.

## Famílias
A infra-ordem Enicocephalomorpha inclui as seguintes famílias: 
- Enicocephalidae
- Aenictopecheidae